# Изгубени (сезон 4)
Четвъртият сезон на телевизионния сериал „Изгубени“ започна излъчване в Съединените щати и Канада на 31 януари 2008 г. и завърши на 29 май 2008 г. с общо 14 епизода. Той продължава историята на група от около 40 души, заседнали на отдалечен остров в Южния Пасифик, след като самолетът им катастрофира след повече от 90 дни преди началото на сезона. Според изпълнителните продуценти и главни сценаристи на сериала - Деймън Линдълоф и Карлтън Кюз, има две главни теми в четвърти сезон: „връзката на коребокрушенците с хората от кораба“ и „кои се измъкват от острова и фактът, че имат нужда да се върнат“. „Изгубени“ бива силно критикуван за третия си сезон, но четвъртият е приветстван за неговите скоци в бъдещето, напредък и нови герои.